# Jerry Ross
Jerry Lynn Ross (Crown Point, 20 de janeiro de 1948) é um ex-astronauta e ex-coronel da Força Aérea dos Estados Unidos, veterano de sete missões no espaço, o que o torna o recordista de voos espaciais ao lado de Franklin Chang-Diaz e do russo Sergei Krikalev.

## Carreira militar
Após os estudos no corpo de treinamento de reservistas da Força Aérea dos Estados Unidos na Universidade Purdue, Ross entrou para o curso de engenharia de voo da Escola de Pilotos de Teste da Força Aérea dos Estados Unidos em 1976 e foi em seguida designado para servir na Base Aérea de Edwards. 
Nestas funções trabalhou como engenheiro projetista e de testes de voo do bombardeiro B-1. Como engenheiro-chefe, ele também foi responsável por toda a supervisão de treinamento das tripulações de engenheiros de voo do B-1 e por realizar o planejamento de missões para testes ofensivos do avião de combate.
Ross voou em 21 tipos diferentes de aeronaves com uma licença civil de piloto, acumulando 3.900 horas de voo, a maioria delas em naves militares. Retirou-se da força aérea em março de 2000, aos 52 anos.

## Carreira espacial
Em fevereiro de 1979, Ross foi designado para a Divisão de Operações de Carga do Centro Espacial Lyndon B. Johnson, em Houston, como oficial de carga e controlador de voo, responsável pela integração dos voos de carga no ônibus espacial. Em 1980 foi selecionado para o corpo de astronautas da Agência, e desde então então atuado como manipulador do braço robótico do ônibus espacial e feito atividades caminhadas no espaço para trabalhar na estrutura da Estação Espacial Internacional.

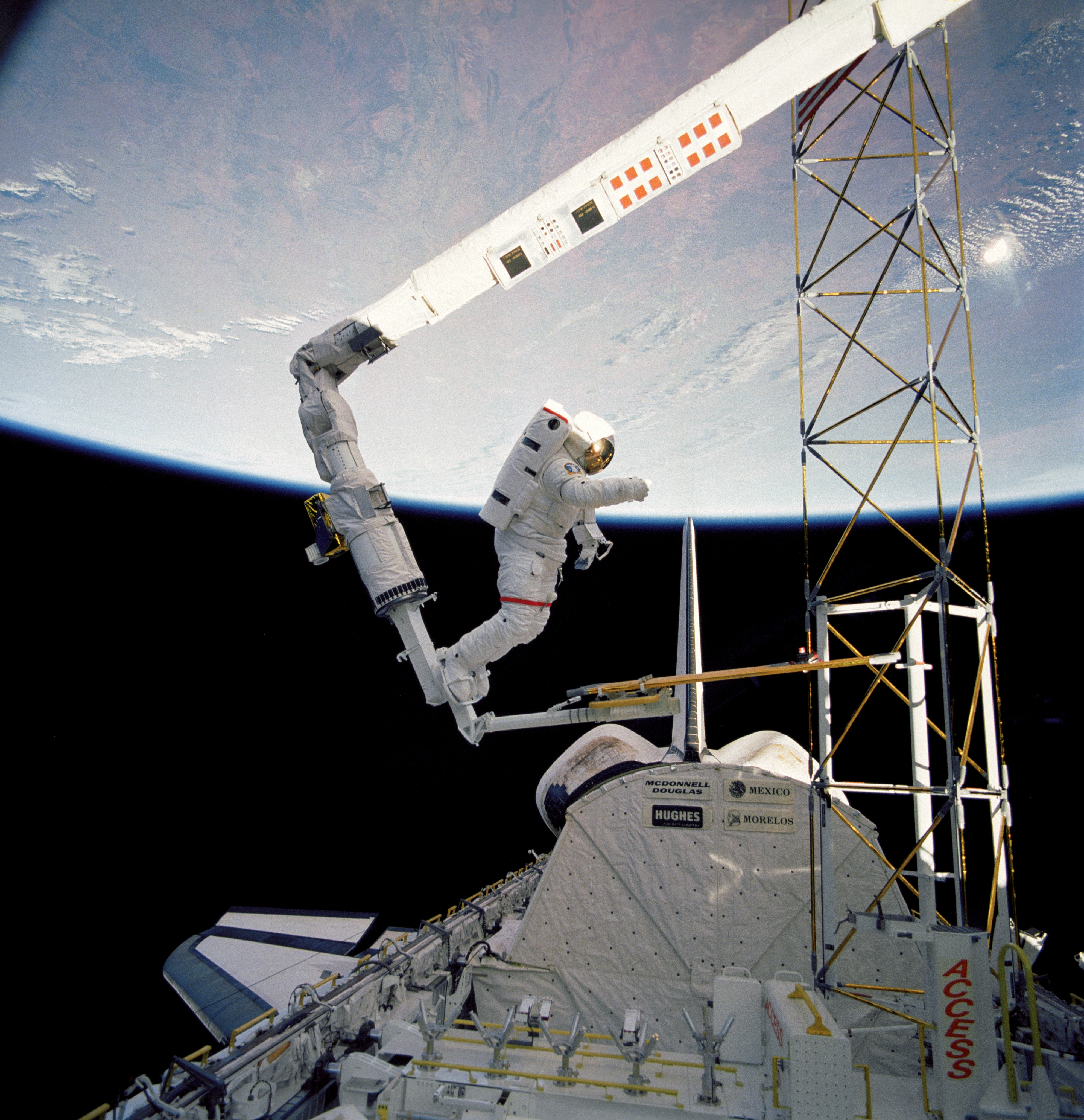
Ross trabalha no espaço, apoiado no braço robótico da nave Atlantis, em 1985.

Sua primeira missão espacial foi a bordo da STS-61-B Atlantis em novembro de 1985, onde três satélites de comunicação foram colocados em órbita e ele perfez um total de seis horas de atividades fora da nave. Três anos depois, em dezembro de 1988, ele voltou ao espaço na mesma Atlantis, na missão STS-27, que colocou em órbita equipamentos pertencentes ao Departamento de Defesa dos Estados Unidos e onde operou como especialista de carga. Seu terceiro voo na Atlantis foi em abril de 1991, na missão STS-37 que colocou no espaço o Observatório de Raios Gama Compton, o segundo maior laboratório espacial em órbita após o telescópio espacial Hubble e onde ele acumulou mais dez horas em caminhadas espaciais.
Em abril de 1993 Ross atuou como comandante de carga e especialista de missão em seu quarto voo espacial na STS-55 Columbia, uma das missões com o Spacelab, onde cerca de noventa experiências diferentes foram realizadas nas áreas da física, robótica, astronomia, ciência da vida e a atmosfera terrestre.
Em novembro de 1995, dez anos após sua primeira ida ao espaço e aos 47 anos de idade, Jerry Ross participou de sua quinta missão espacial, de volta à Atlantis, na missão STS-74, segundo voo de um ônibus espacial à estação soviética Mir. A sexta viagem, em dezembro de 1998, foi a primeira missão à ISS, quando a STS-88 Endeavour acoplou os módulos Unity e Zarya em órbita, criando a primeira estrutura fixa da futura Estação Espacial Internacional e dois satélites foram colocados em suas órbitas. Durante a missão de doze dias, Ross completou um total de 21 horas de trabalho fora da nave.
A sétima e última missão de Ross, que o transformou no recordista em idas ao espaço, e sua quinta viagem na Atlantis, missão STS-110, aconteceu em abril de 2002, novamente à ISS, foi a primeira vez que o braço robótico da estação foi usado para movimentar astronautas em torno da estrutura e onde Ross, sempre um dos mais atuantes astronautas em atividades extraveiculares, completou um total de 14 horas e 9 minutos no vácuo, em nove caminhadas espaciais.